# Mean Dreams
Mean Dreams è un film del 2016 diretto da Nathan Morlando.
La pellicola è interpretata da Sophie Nélisse, Josh Wiggins, Bill Paxton e Colm Feore. È stato presentato in concorso nella sezione Quinzaine des Réalisateurs al Festival di Cannes 2016.

## Trama
La sedicenne Casey, orfana di madre, vive con il padre poliziotto nelle campagne dell'Ontario. Un giorno conosce il coetaneo Jonas e tra i due nasce un tenero sentimento. Ben presto Jonas scopre che il padre di Casey è un poliziotto corrotto, alcoolizzato, spacciatore e assassino. Per salvare la fidanzatina da una vita domestica difficile, Jonas decide di fuggire con lei, rubando una borsa piena di denaro della droga dal padre di Casey. Braccati dal padre e da uno sceriffo in combutta con lui, i due ragazzi dovranno lottare per sopravvivere, trovandosi costretti a fare una scelta dalla quale non ci sarà più ritorno.

## Distribuzione
Il film è stato presentato in anteprima a maggio al Festival di Cannes 2016. A settembre dello stesso anno è stato proiettato al Festival del cinema americano di Deauville e al Toronto International Film Festival.
È stato distribuito nelle sale cinematografiche canadesi il 21 ottobre 2016.